# Карпато-Балканска геоложка асоциация
Карпато-Балканска геоложка асоциация, накратко КБГА, e международна неправителствена организация с нестопанска цел на геолозите от Карпато-Балканския регион.

## История
Основана е с името „Карпатска геоложка асоциация“ през 1922 година в Брюксел, по време на 13-ия Световен геоложки конгрес. Нейни първи членове са Полша, Румъния, Чехословакия и Югославия. Първите ѝ конгреси са проведени в Лвов (1925), Букурещ (1927) и Прага (1931). Вследствие на световна икономическа криза и Втората световна война, дейността на асоциацията е прекратена до 1956 година. Тогава, по време на 20-ия Световен геоложки конкрес в град Мексико, Румъния и Чехословакия иницират възстановяването на асоциацията, която подновява дейност под името „Карпато-Балканска геоложка асоциация“ и с България, Украинска ССР и Унгария като нови членове.
През следващите години се присъединяват Австрия, Албания и Гърция. След разпадането на Чехословакия и Югославия за членове са приети Република Македония, Словакия, Словения, Сърбия и Чехия. През 2006 година се присъединява Черна гора.

## Конгреси
- 1925 г. – Лвов
- 1927 г. – Букурещ
- 1931 г. – Прага
- 1958 г. – Киев
- 1961 г. – Букурещ
- 1963 г. – Варшава и Краков
- 1965 г. – София
- 1967 г. – Белград
- 1969 г. – Будапеща
- 1973 г. – Братислава
- 1977 г. – Киев
- 1981 г. – Букурещ
- 1985 г. – Краков
- 1989 г. – София
- 1995 г. – Атина
- 1998 г. – Виена
- 2002 г. – Братислава
- 2006 г. – Белград
- 2010 г. – Солун